# Labarthète
Labarthète är en kommun i departementet Gers i regionen Occitanien i sydvästra Frankrike. Kommunen ligger i kantonen Riscle som tillhör arrondissementet Mirande. År 2022 hade Labarthète 146 invånare.

## Befolkningsutveckling
Antalet invånare i kommunen Labarthète
Referens:INSEE